# The Chosen Ones
The Chosen Ones è una raccolta del gruppo musicale finlandese Stratovarius, pubblicata dalla Noise Records nel 1999.

## Tracce
1. Black Diamond – 5:41
2. Twilight Time – 5:52
3. Father Time – 5:05
4. The Hands of Time – 5:37
5. Dream With Me – 5:14
6. Paradise – 4:28
7. Out of the Shadows – 4:11
8. Forever – 3:09
9. Full Moon – 4:33
10. Kiss of Judas – 5:50
11. S.O.S. – 4:19
12. Dreamspace – 6:00
13. Against the Wind – 3:49
14. Speed of Light – 3:08
15. 4000 Rainy Nights – 5:51
16. Will the Sun Rise? – 5:06

## Formazione
- Timo Tolkki - chitarra
- Timo Kotipelto - voce
- Jens Johansson - tastiera
- Jörg Michael - batteria
- Jari Kainulainen - basso